# Dinó de Rodes
Dinó (en llatí Deinon, en grec antic Δείνων) fou un dels dirigents de  Rodes que quan va esclatar la Tercera Guerra Macedònica l'any 171 aC entre Perseu de Macedònia i els romans, va proposar no fer cas a la petició que va fer per carta Gai Lucreci Gal als rodis perquè li enviessin vaixells auxiliars. No el van escoltar i  Rodes es va situar al costat de Roma. Dinó va acusar al rei Èumenes II de Pèrgam d'oposar-se a la seva proposta i haver influït en contra seva, i va dir que havia falsificat la carta suposadament escrita per Gai Lucreci i va decidir venjar-se. Quan Perseu va ser derrotat, finalment els rodis el van entregar a Roma el 167 aC per fer-se propicis. Polibi l'anomena un aventurer atrevit i cobejós i el censura pel que considera un home que s'aferra a la vida després d'haver perdut la seva sort. També en parla Titus Livi.